# Eucryptocerus abdominalis
Eucryptocerus abdominalis är en myrart som först beskrevs av Santschi 1929.  Eucryptocerus abdominalis ingår i släktet Eucryptocerus och familjen myror. Inga underarter finns listade i Catalogue of Life.